# Салгаду-ди-Сан-Фелис
Салгаду-ди-Сан-Фелис (порт. Salgado de São Félix)  —  муниципалитет в Бразилии, входит в штат Параиба. Составная часть мезорегиона Сельскохозяйственный район штата Параиба. Входит в экономико-статистический  микрорегион Итабаяна. Население составляет 11 685 человек на 2006 год. Занимает площадь 196,092 км². Плотность населения — 59,6 чел./км².

## Статистика
- Валовой внутренний продукт на 2003 год составляет 21 007 732,00 реалов (данные: Бразильский институт географии и статистики).
- Валовой внутренний продукт на душу населения на 2003 год составляет 1772,66 реалов (данные: Бразильский институт географии и статистики).
- Индекс развития человеческого потенциала на 2000 год составляет 0,552 (данные: Программа развития ООН).